# Lasioderma bubalus
Lasioderma bubalus é uma espécie de insetos coleópteros polífagos pertencente à família Anobiidae.
A autoridade científica da espécie é Fairmaire, tendo sido descrita no ano de 1860.
Trata-se de uma espécie presente no território português.